# Ritratto di Gioacchino Murat
Il Ritratto di Gioacchino Murat è un dipinto olio su tela di François Gérard, realizzato nel 1808 e conservato all'interno del Museo nazionale di Capodimonte, a Napoli.

## Storia e descrizione
Con la sua ascesa al trono di Napoli, Gioacchino Murat decise di farsi ritrarre da François Gérard in una tela da esibire nella reggia di Portici: l'opera doveva essere una replica di uno stesso dipinto commissionato per la galleria di Diana alle Tuileries, poi spostato alla reggia di Versailles. Venne trasferito nella reggia di Capodimonte dopo l'unità d'Italia e successivamente custodito nella sala 54 nella zona dell'Appartamento Reale.
Raffigurato come se fosse un David, con vigore fisico e temperamento risoluto, Murat è vestito con gli abiti da grande ammiraglio di Francia rifiniti dal pittore nei minimi dettagli, mentre lo sfondo è rappresentato da elementi architettonici ridotti all'essenziale per non distogliere l'attenzione dalla figura centrale.